# 퀴멩카르타노 사보주

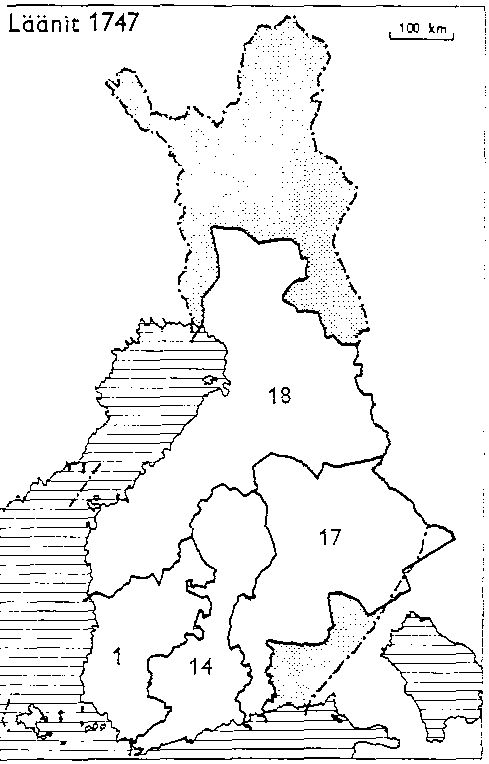
1747년 당시에 존재했던 핀란드의 주 지도 (17번이 사볼락스 큄메네고르드 주)

사볼락스 큄메네고르드 주(스웨덴어: Savolax och Kymmenegårds län)는 과거 핀란드에 존재했던 주로 주도는 로비사이다. 핀란드어로는 퀴멩카르타노 사보 주(핀란드어: Kymenkartanon ja Savon lääni)라고 부른다.
스웨덴의 지배하에 있던 1747년에 신설되었다. 1775년 사보 카리알라 주와 퀴멩카르타노 주로 분리되면서 폐지되었다.